# 훙타구

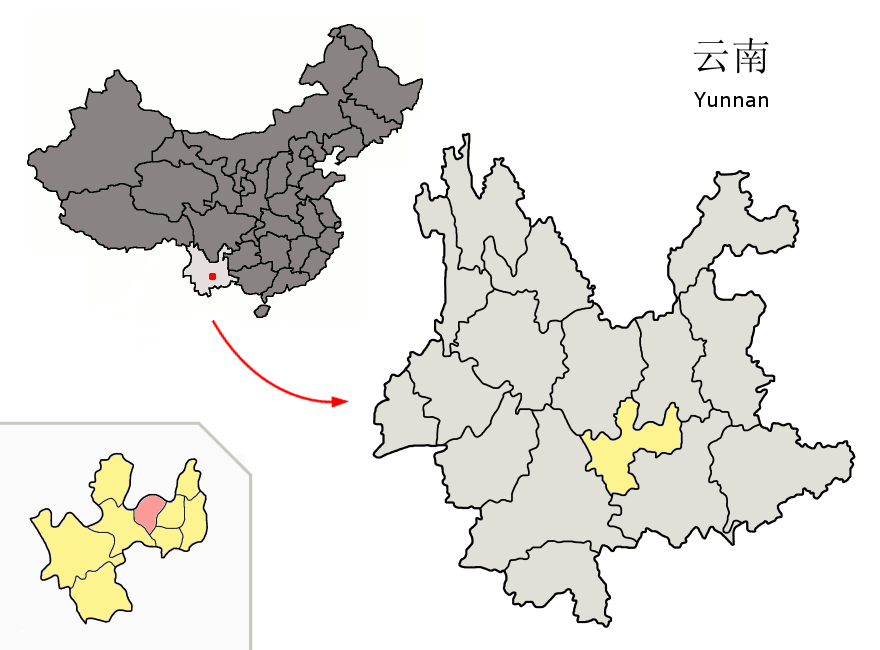
훙타 구의 위치

훙타구(한국어: 홍탑구, 중국어: 红塔区, 병음: Hóngtǎ Qū)는 중화인민공화국 윈난성 위시 시의 현급 행정구역이다. 넓이는 1004km2이고, 인구는 2007년 기준으로 410,000명이다.

## 기후
연평균 기온은 16.5°C이고 최고기온기록은 30.8°C이고 최저기온기록은 0.3°C이다. 연평균 강수량은 957.1mm이고 연일조시간은 2267시간이다.

## 행정 구역
3개 가도, 6개 진, 2개 민족향을 관할한다.
- 가도: 玉兴路街道, 凤凰路街道, 玉带路街道.
- 진: 北城镇, 春和镇, 李棋镇, 大营街镇, 研和镇, 高仓镇.
- 민족향: 小石桥彝族乡, 洛河彝族乡.